# 山口又宏
山口 又宏 （やまぐち またひろ、1953年（昭和28年） - ）は日本の外交官。ジッダ総領事等を経て、レバノン駐箚特命全権大使。

## 人物
長野県出身。1972年長野県小諸商業高等学校卒業。1977年に明治大学政治経済学部を卒業し、1978年に外務省入省。
在外では、エジプト、スーダン、ニュージーランド、イスラエル、シンガポール等で公務。本省では、日米安全保障課沖縄担当、経済協力局技術協力課青年海外協力隊事業担当、中東アフリカ局中東第二課（サウジ担当）、領事局邦人安全課（緊急事態担当）などで勤務。
2010年、本省国際協力局民間援助連携室長。2013年ジッダ総領事。2016年からレバノン駐箚特命全権大使。

## 同期
- 宮家邦彦（キヤノングローバル戦略研究所研究主幹、立命館大学客員教授）
- 新井勉（13年駐カメルーン大使）
- 小井沼紀芳（13年駐ザンビア大使）
- 大嶋英一（12年駐フィジー大使）
- 辻優（13年駐オランダ大使・12年駐クロアチア大使）
- 水上正史（12年駐アルゼンチン大使・10年外務省中南米局長）
- 菅沼健一（12年駐ブルネイ大使・09年駐ジュネーブ日本政府代表部大使）
- 猪俣弘司（13年駐パキスタン大使・10年駐サンフランシスコ総領事）
- 貝谷俊男（13年駐グルジア大使）
- 二石昌人（13年駐ブルキナファソ大使）
- 篠原守（13年駐コスタリカ大使）
- 松富重夫（14年駐イスラエル大使・12年外務省国際情報統括官・10年外務省中東アフリカ局長）
- 梅田邦夫（14年駐ブラジル大使）
- 草賀純男（13年ニューヨーク総領事）
- 軽部洋（16年駐コンゴ民主共和国大使）
- 黒田瑞大（~15年外交史料館館長代理、板堂研究所主幹）